# Pontianak
Pontianak é a capital da província indonesiana de Kalimantan Ocidental. Ocupa uma área de 107,82 km2 no delta do rio Kapuas, o rio mais longo da Indonésia. Está localizada precisamente na linha do Equador.